# Jeong Dong-ho
Jeong Dong-ho (정동호?, 丁東浩?; Pusan, 7 marzo 1990) è un calciatore sudcoreano, difensore del Suwon.

## Palmarès

### Competizioni internazionali
- AFC Champions League: 1

Ulsan Hyundai: 2020